# Újkér, Győr-Moson-Sopron
Újkér  este un sat în districtul Sopron, județul Győr-Moson-Sopron, Ungaria, având o populație de 1.006 locuitori (2011). 

## Demografie
Componența etnică a satului Újkér
     Maghiari (97,37%)
     Germani (1,8%)
     Necunoscut (0,48%)
     Croați (0,36%)
     Alții (0,48%)
Componența confesională a satului Újkér
     Romano-catolici (59,84%)
     Luterani (11,53%)
     Fără religie (2,49%)
     Reformați (1,29%)
     Necunoscută (24,85%)
     Alte religii (0,89%)
Conform recensământului din 2011, satul Újkér avea 1.006 locuitori. Din punct de vedere etnic, majoritatea locuitorilor (97,37%) erau maghiari, cu o minoritate de germani (1,8%). Apartenența etnică nu este cunoscută în cazul a 0,48% din locuitori.  Din punct de vedere confesional, majoritatea locuitorilor (59,84%) erau romano-catolici, existând și minorități de luterani (11,53%), persoane fără religie (2,49%) și reformați (1,29%). Pentru 24,85% din locuitori nu este cunoscută apartenența confesională.